# Acer changhuaense
Acer changhuaense é uma espécie de árvore do gênero Acer, pertencente à família Aceraceae.